# Deta
Deta é uma cidade da Romênia localizada no județ (distrito) de Timiș.

## Demografia
Em 2011 havia 2968 homens e 3292 mulheres, e, neste mesmo ano, a população era formada por 4247 romenos, 869 húngaros, 144 ciganos e 657 pessoas de outros grupos étnicos.